# Alexandre Le Riche de La Pouplinière
Alexandre Jean Joseph  Le Riche de La Pouplinière (* 26. Juli 1693 in Chinon; † 5. Dezember 1762 in Passy) war ein französischer Steuerpächter (Fermier Général 1716–1718 und 1721–1762), Kunstmäzen und Förderer der französischen Aufklärung.

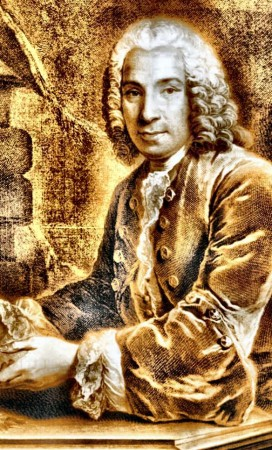
Alexandre Le Riche de La Pouplinière von Jean-Joseph Balechou, Kupferstich nach einer Zeichnung von Louis Vigée (1715–1767)

## Leben und Wirken
Er war der Sohn des Alexandre Le Riche de Courgains, seigneur de Courgains, en Anjou, et de Brétignolles, en Touraine (1663–1735), eines receveur général des finances, und der Anne Lebreton (ca. 1666–1694). Beide waren seit dem Jahre 1690 miteinander verheiratet. Das Paar hatte zwei Kinder, neben dem Alexandre Jean Joseph Le Riche de La Pouplinière gab es noch eine Tochter, Marie-Thérèse Le Riche.
Nach dem Tode seiner ersten Ehefrau 1694 heiratete der Vater erneut, seine zweite Ehefrau war Madeleine-Thérèse Chevalier de la Chicaudière.
De La Pouplinière, Marquis de Breuilpont, zählte zu den reichsten Männer seiner Zeit in Frankreich. Seinen Reichtum erwarb er als Fermier Général des Königs Ludwig XV., eine Funktion, die seit 1718 innehatte. Zuvor war er beim Militär. Für fünf Jahre diente er in den königlichen Haustruppen bei den grauen Musketieren (mousquetaire du Roy).
Später, durch seinen Reichtum als Steuerpächter, war er einer der größten Mäzene der Musik des 18. Jahrhunderts. Er war auch gewissermaßen ein Schirmherr der Aufklärung und versammelte darüber hinaus einen Kreis von Künstlern, Literaten und Musikern um sich herum.
De La Pouplinière unterhielt ein eigenes Orchester, „das Beste, was in diesen Tagen bekannt wurde“, so Jean-François Marmontel.
Aber auch andere Métiers seiner Zeit wie Intellektuelle, Schriftsteller, Maler und eben Musiker wurden gefördert.
Zu diesen gehörten so bedeutende Namen wie Voltaire, Maurice Quentin de La Tour, Charles André van Loo, Jean-Philippe Rameau, Johann Wenzel Anton Stamitz, Jean-Jacques Rousseau, Jacques de Vaucanson oder François-Joseph Gossec.
Jean-Philippe Rameau begegnete ihm um das Jahr 1727. Er ließ Rameau und dessen Familie in seinem Quartier in der Rue de Richelieu wohnen. Rameau leitete für über zwölf Jahre das Privatorchester seines Gönners, hier konnte er wertvolle Instrumentalerfahrungen sammeln und mit dem Ensemble experimentieren. Aber auch Rameaus Ehefrau Marie-Louise Rameau (ca. 1707–1785) fand Zuspruch von de La Pouplinière.
Als Nachfolger von Rameau konnte de Pouplinière den Mannheimer Geiger und Komponisten Johann Wenzel Anton Stamitz als Leiter seines Orchesters verpflichten.
Johann Stamitz unternahm mehrere Konzertreisen, vor allem nach Paris, blieb dort aber nur bis Herbst. Vor allem in dieser Zeit festigte er seinen Ruf als anerkannter Komponist und Virtuose.

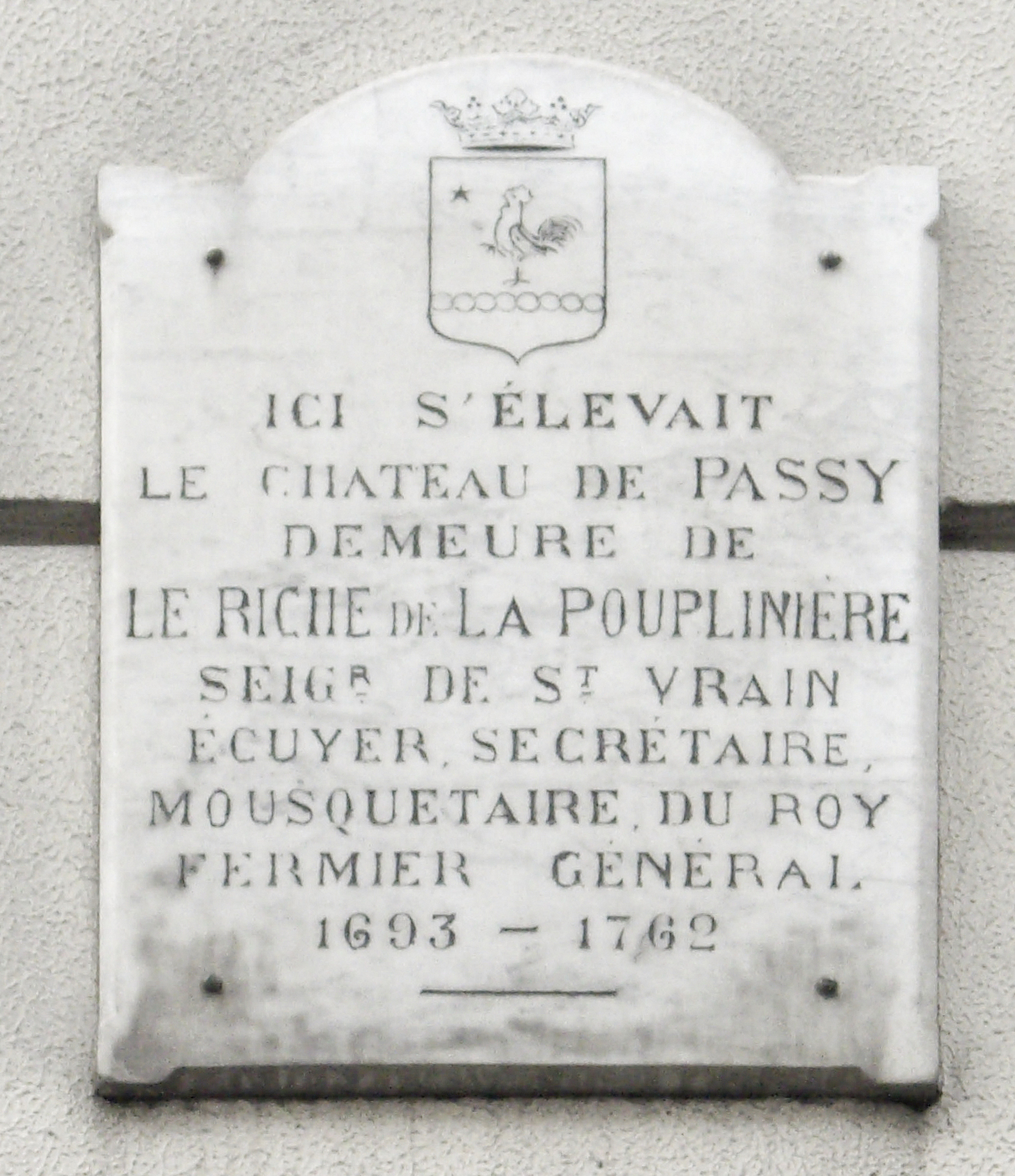
Gedenktafel angebracht an der Stelle n° 2 de la rue des Marronniers in Paris, wo das Schloss von Passy stand.

Im Jahr 1737 heiratete de Pouplinière seine erste Frau Thérèse Boutinon des Hayes (1714–1752), die Scheidung erfolgte dann im November 1748, weil sie ihn mit Louis François Armand de Vignerot du Plessis betrogen haben soll.
In dem von MmeThérèse des Hayes de La Pouplinière geführten Salon – er zählte mit zu den beliebtesten Salons von Paris – war auch François-André Danican Philidor regelmäßig zu Gast. Pouplinières erste Ehefrau zeigte recht solide musiktheoretische Kenntnisse. Sie hatte z. B. von Jean-Philippe Rameau Tonsatzunterricht erhalten.
Seine zweite Ehe schloss er 1760 mit der Schauspielerin Madeleine-Thérèse de Mondran de Breuilpont, dame de Breuilpont (1737–1824).
Das Paar hatte einen Sohn, Alexandre Louis Gabriel le Riche de Breuilpont (1763–1836).
Rousseau konnte 1745 mit der Hilfe und Unterstützung von de La Pouplinière seine fertiggestellte Oper Les Muses galantes aufführen.
Im Jahre 1747 erwarb das Paar das Schloss von Passy, château de Passy – heute würde es im 16. Arrondissement von Paris liegen –, es befand sich auf einer Anhöhe.
Im Jahr 1755 ließ er ein Theater am Ende der Auffahrt zu seinem Schloss errichten, das heutige Théâtre Le Ranelagh.

## Werke
- Journal de voyage en Hollande. 1731
- Comédies dont Daïra. 1760
- Tableaux des mœurs du temps dans les différents âges de la vie. um 1750